# Rāyāt al-mubarrizīn wa-ghāyāt al-mumayyazīn
El kitāb Rāyāt al-mubarrizīn wa-ghāyāt al-mumayyazīn (رايات المبرزين وغايات المميزين), traducido al castellano como «Estandartes de los ilustres y de sus logros», es una de las dos antologías de poesía magrebí y andalusí conservadas del historiador Ibn Saíd al-Maghribi, publicada en el siglo XIII. La otra es al-Mughrib fī ḥulā l-Maghrib, traducido como «El extraordinario libro de las joyas del Occidente» (en el idioma árabe medieval, al-Magreb –'el Occidente'–frecuentemente abarcaba también la península ibérica, no solo el actual Magreb).

## Contenido
El libro es conocido en parte por su poesía pederástica homoerótica y abundante. El contenido del Rāyāt al-mubarrizīn wa-ghāyāt al-mumayyazīn es un reflejo de la tolerancia social vivida en al-Ándalus. El autor Fernando Cabo Aseguinolaza destaca que Ibn Said incluyó poetas de las tres culturas, como el judío Abú Ayub ibn al-Mualim.
Ibn Saíd dividió su libro en tres partes:
1. Al-Ándalus ('Andalucía')
  - Garb al-Ándalus (غرب الأندلس, 'Andalucía Occidental')
  - Uast al-Ándalus (وسط الأندلس, 'Andalucía Central')
  - Xarq al-Ándalus (شرق الأندلس, 'Andalucía Oriental')
2. Al-Magreb ('Marruecos')
  - Magreb al-Aqsa (المغرب الأقصى 'Marruecos lejano')
  - Magreb al-Ausat (المغرب الأوسط 'Marruecos medio')
  - Magreb al-Adna (المغرب الأدنى  'Marruecos cercano') o Ifriquía (إفريقية)
3. Al-bijazirat Siqilía ('Isla de Sicilia')